# Never Flinch
Never Flinch est un roman policier de Stephen King, paru en 2025. L'auteur y fait de nouveau apparaître Holly Gibney, personnage déjà au cœur des romans Mr. Mercedes, Carnets noirs, Fin de ronde, L'Outsider, Si ça saigne et Holly.

## Résumé
Holly Gibney aide un détective à démasquer un justicier le menaçant de représailles. Pendant ce temps, une célèbre militante féministe est poursuivie par un harceleur et Holly est engagée comme garde du corps.

## Accueil et distinction

### Ventes
Le roman est entré directement à la première place de la New York Times Best Seller list le 15 juin 2025.

### Accueil critique
Publishers Weekly a salué la structure du roman, écrivant : « Holly brille comme un phare d'espoir original mais adorable au milieu de la violence macabre de l'intrigue, et King ne laisse jamais son intrigue à la Rube Goldberg éclipser l'humanité de ses personnages. ». Dans un article pour le New York Times, Ainslie Hogarth a souligné le style cinématographique du roman et a salué la critique sociale de la vertu ostentatoire, écrivant que cela « fonctionne bien pour rassembler au cours du roman autant de fils disparates. ». Kirkus Reviews a également qualifié le livre de « [se lisant] comme un thriller de cinéma » et a conclu : « L'action est bien rythmée, les décors sont dépeints avec vivacité, et le choix de King de se concentrer sur les dangers réels et mortels de la pensée extrémiste est admirable. Mais le livre est entravé par des personnages clichés, des dialogues éculés (qu'ils soient échangés ou simplement pensés) et des motivations qui semblent à la fois alambiquées et trop simplistes. ».